# Арланов, Сергей Владимирович
Серге́й Влади́мирович Арла́нов (бел. Сяргей Уладзіміравіч Арланаў; род. 5 февраля 1973, Минск) — белорусский и российский кинорежиссёр. Режиссёр сериалов «Солдаты», «Кадетство», «Ранетки», «Маргоша», «Новости», «Молодёжка», «Спящие».

## Биография
Родился в 1973 году.
В 1996 году окончил Белорусскую Академию искусств по специальности «театральный режиссёр». Работал на минском телевидении режиссёром телепрограмм.
В 2001 году выступил режиссёром телесериала «Ускоренная помощь 2», с этого сериала началась карьера Арланова на российском телевидении. Настоящая известность к Арланову пришла в 2004 году, когда он выступил постановщиком сериала «Солдаты». Сотрудничает с телеканалом СТС.

## Роли в кино
1999 — Каменская 1 (фильм 8. Не мешайте палачу) — Зомби

## Режиссёрские работы
- 2001 — Ускоренная помощь
- 2003 — Герой нашего племени
- 2004 — 2006 — Солдаты
- 2005 — Фирменная история
- 2006 — Кадетство
- 2008 — 2010 — Ранетки
- 2009 — Маргоша
- 2011 — Новости
- 2012 — Молодёжка
- 2018 — Спящие (второй сезон)
- 2019 — Мамы чемпионов
- 2026 — Молодёжка. Новая смена (второй сезон)

## Креативный директор
- 2009 — 2010 — Маргоша (второй и третий сезоны)

## Продюсер
- 2011 — Последний аккорд
- 2017 — 2019 — Психологини
- 2019 — Пекарь и красавица
- 2019 — 90-е. Весело и громко
- 2019 — Мамы чемпионов
- 2019 — Дылды
- 2019 — Кухня. Война за отель
- 2020 — Погнали
- 2020 — Родком